# Garryales
Die Garryales sind eine Ordnung innerhalb der Bedecktsamigen Pflanzen (Magnoliopsida).

## Beschreibung
Es sind verholzende Pflanzen: Sträucher oder Bäume. Sie sind zweihäusig getrenntgeschlechtig (diözisch). Die kleinen Blüten sind vierzählig. Zwei Fruchtblätter sind zu einem Fruchtknoten verwachsen.

## Verbreitung
Sie haben ein disjunktes Areal: zum einen von den westlichen USA über Zentralamerika bis in die Karibik; zum anderen im asiatischen Raum von Sikkim über China bis Japan.

## Systematik
Die Garryales sind innerhalb der Euasteriden I die basalste Gruppe, also die Schwestergruppe aller übrigen Euasteriden I. Sie umfasst nur zwei Familien:
- Garryaceae
- Eucommiaceae